# Jungfrun, Gotland
Jungfrun är en rauk på Jungfruklint och ett naturreservat som omfattar klintkanten och stranden längs en 400 meter lång kuststräcka där rauken är belägen, ungefär 600 meter från Lickershamn. Naturreservatet bildades 1930.

## Namn
Jungfrun har troligen fått sitt namn av sin likhet med en kvinna stående vid klintkanten, men är också kopplad till en dramatisk sägen om "Likair den vise"s dotter, återberättad av John Nihlén i Sagornas ö.

## Geografi
Jungfrun står längst ut på klintkanten och är 11 meter hög, med ytterligare 14 meter ner till havsytan. Rauken, liksom klintkanten några meter ned, består av revkalksten, därunder möter märgelsten. Ytterligare en bit inåt landet möter ännu en klintkant av lagrad kalksten. På klapperstensstranden växer bestånd av purpurknipprot. I strandkanten sipprar vatten fram ur de porösare märgellagren. Kalkslam har avlagrat sig i den där växande mossan och kapslat in den. På så vis har ett flera decimeter tjockt lager av så kallad kalktuff bildats. Invid källan förekommer flera källkärrväxter som majviva, fjälltätört och kärrlilja.

## Galleri

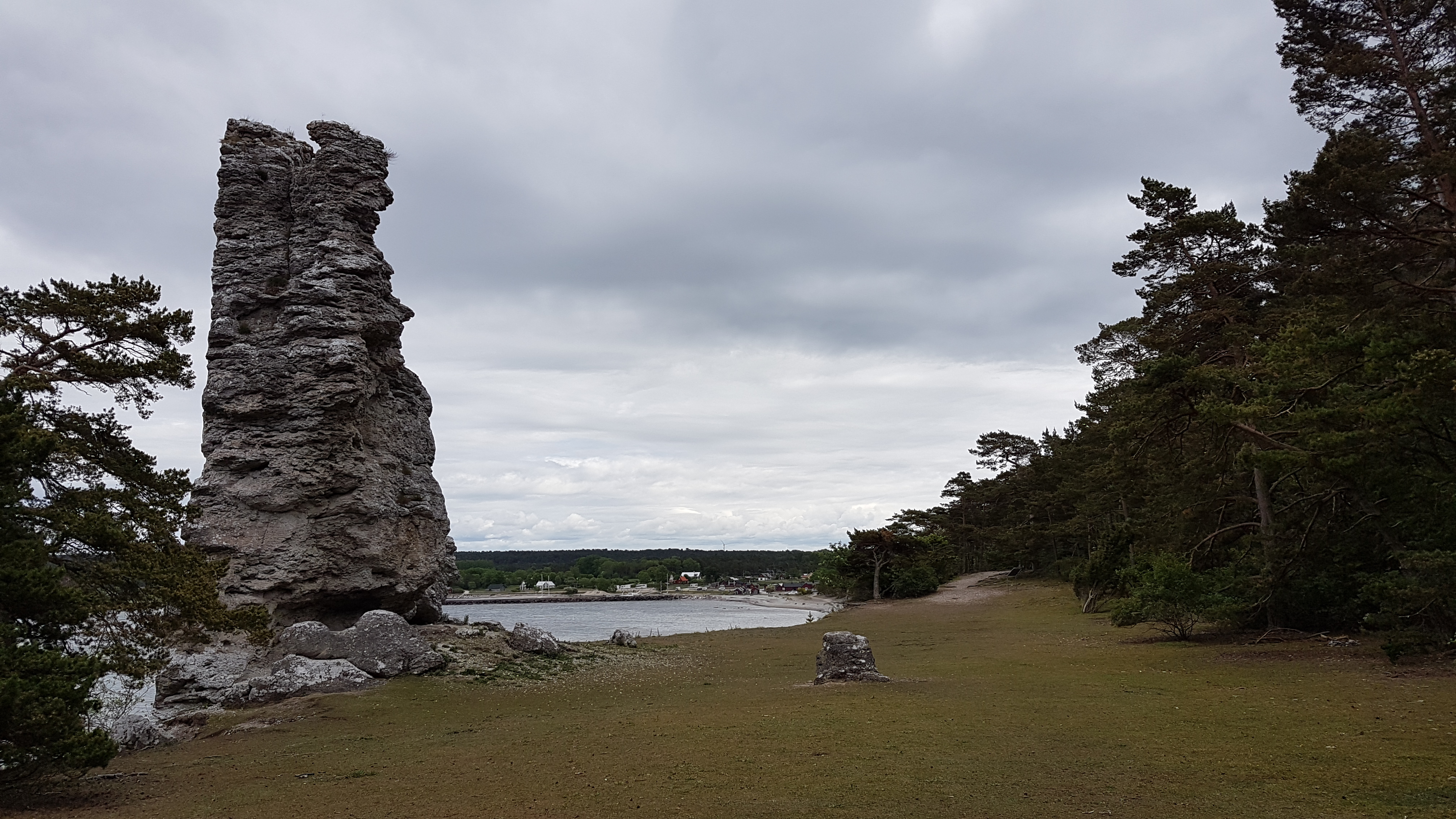
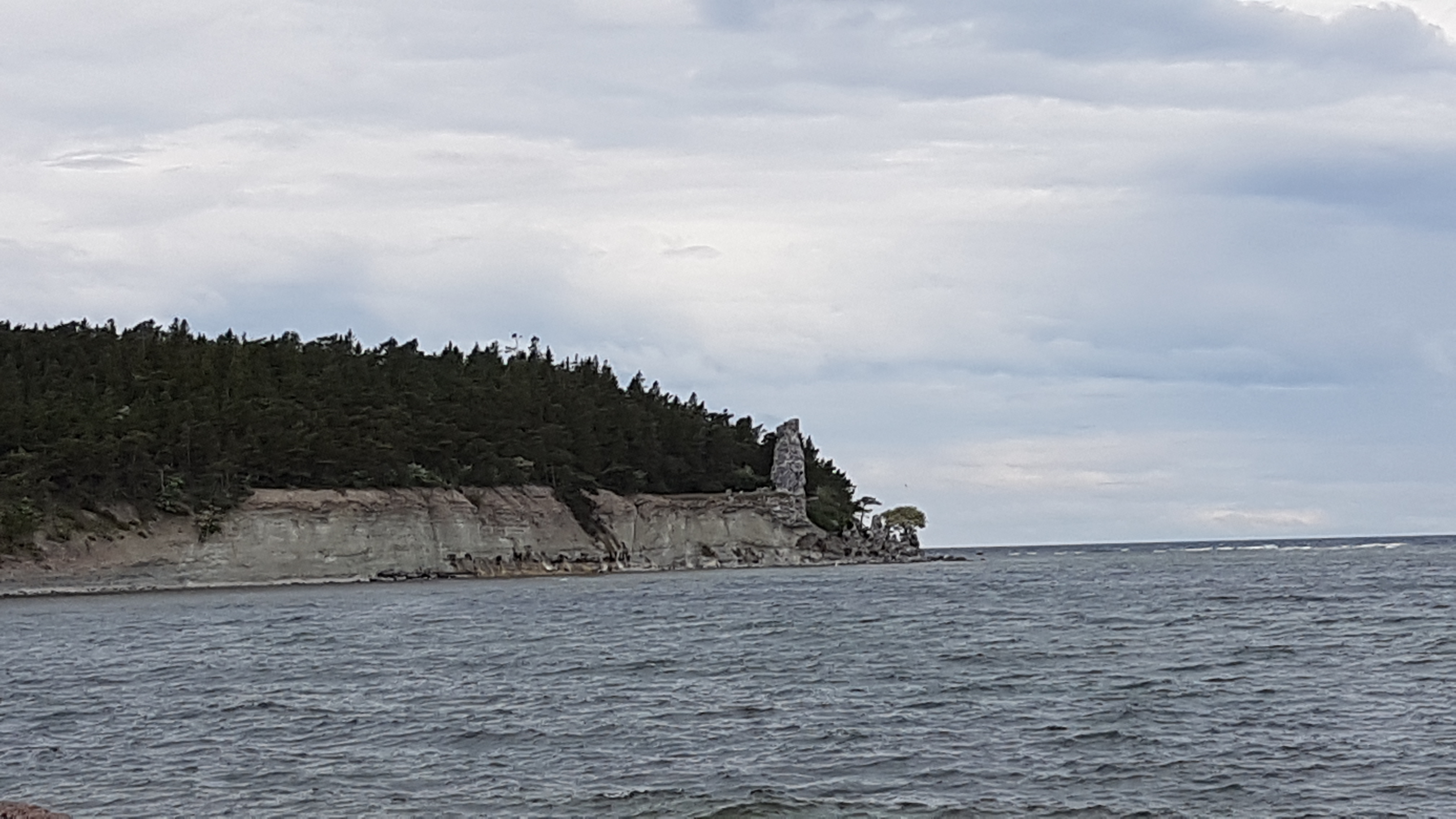
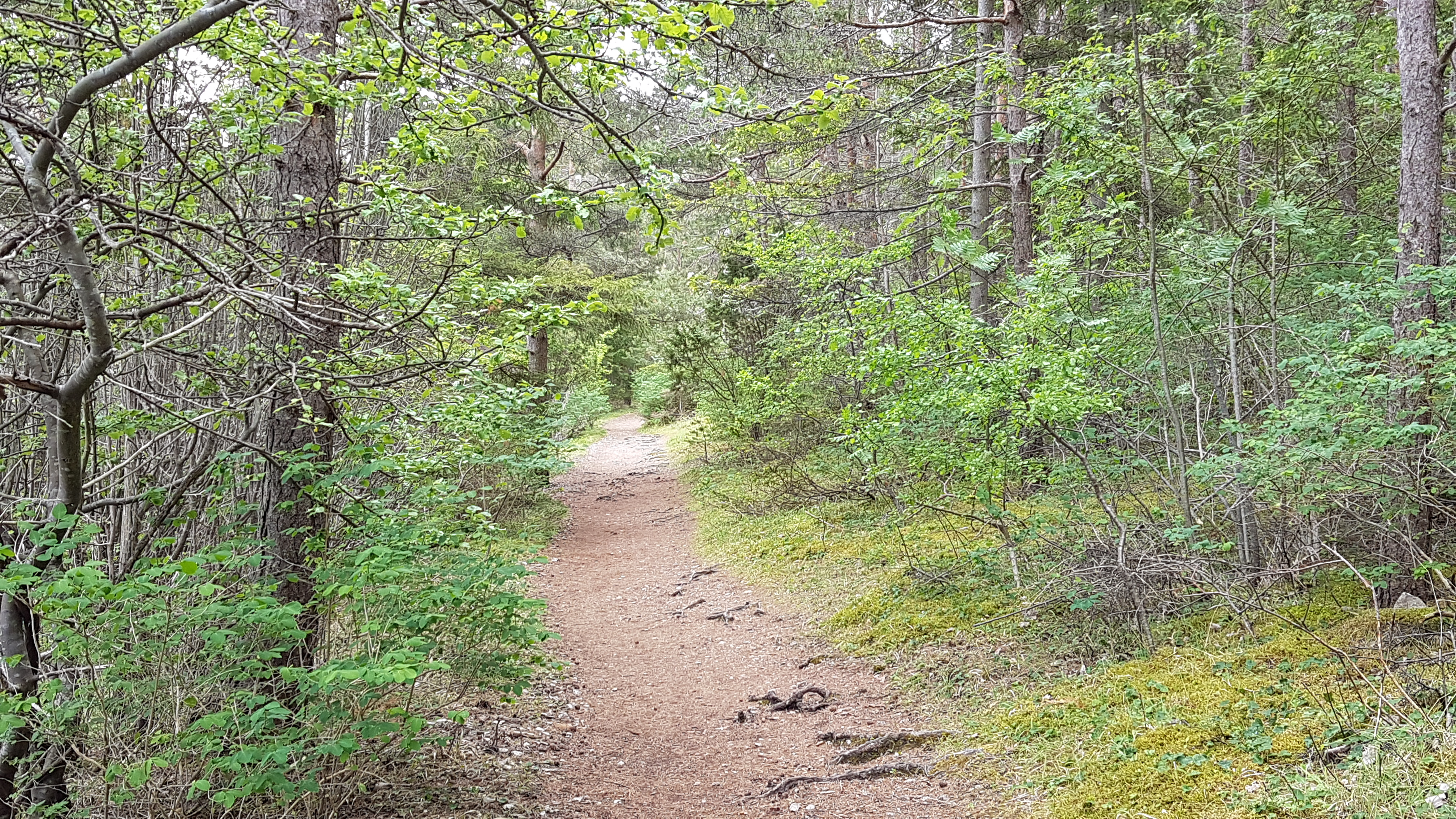
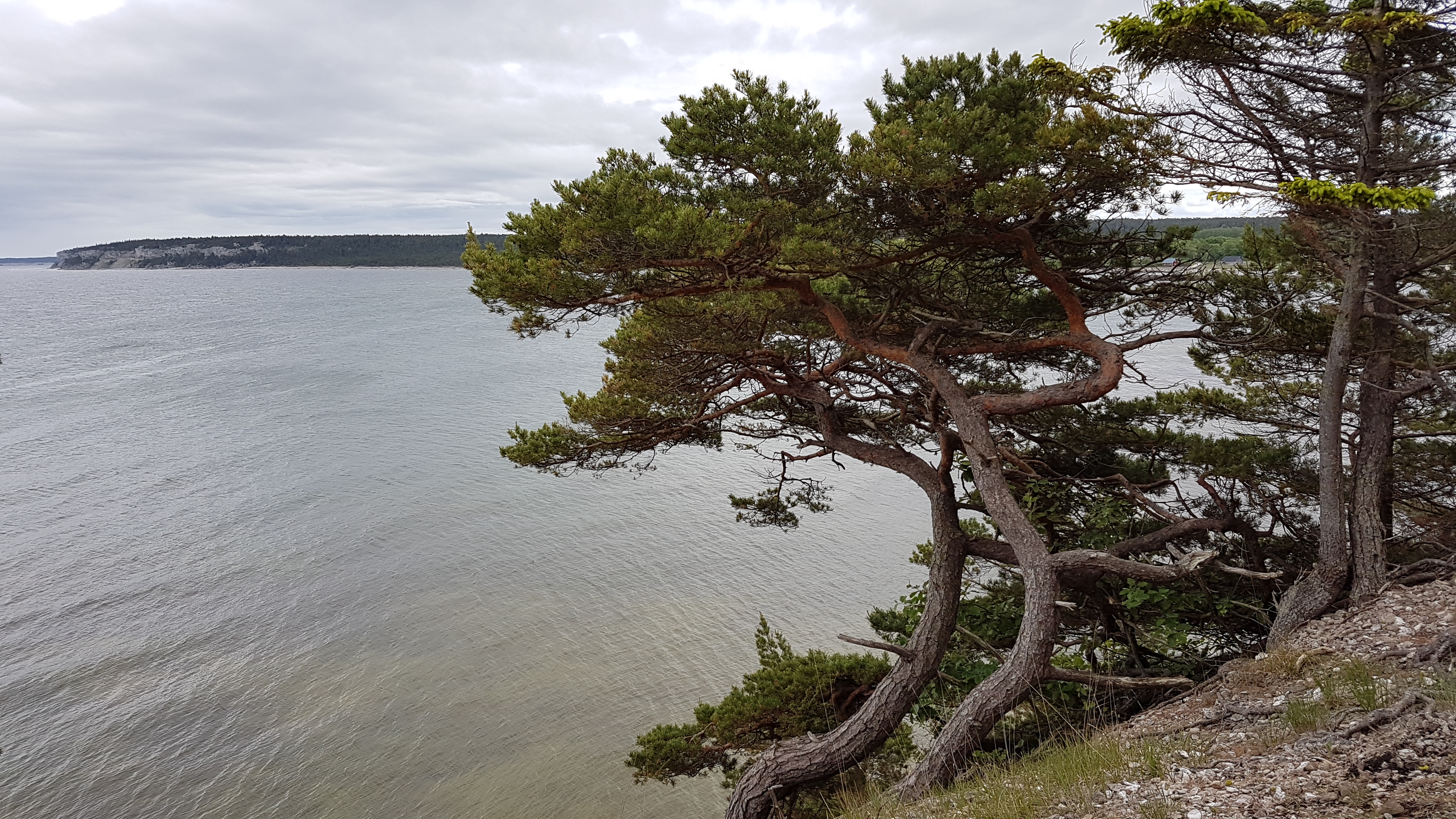